# Le Dézert

Le Dézert este o comună în departamentul Manche, Franța. În 1 ianuarie 2022 avea o populație de 605 de locuitori.